# Nyon Basket Féminin
Le Nyon Basket Féminin est un club de basket-ball féminin basé à Nyon, en Suisse.

## Palmarès
| Compétitions nationales | Compétitions internationales   |
| - SBL Women : - Championne (3) : 1973, 1979, 1984 - Finaliste (3): 2022-2024 - NBL Women : - Championne (2) : 2018, 2019. - Coupe de Suisse : - Vainqueur (4): 1978, 1979, 1984, 2025 - Finaliste (6): 1975, 1977, 1983, 1988, 1990, 1991 - Coupe de la Ligue : - Finaliste - Supercoupe de Suisse : - Vainqueur (1): 2024 - Finaliste (2): 2022, 2023 | - EWBL - Championne (1) : 2025 |